# 大井河
大井河，又称东岸河，位于中华人民共和国广东省高州市境内，是鉴江左岸支流，发源于高州东北部马贵镇棉被顶，蜿蜒西南流经古丁镇黄沙村、柏河村、里坑村、大朋村、古丁镇治、龙马村、龙湾村、平山镇贺垌村、田坪村、平山镇治等地后注入高州水库良德库区，于东岸镇旺村坡村以西出库后继续向西南流，经东岸镇治、东坡村、大井镇长沙村、塘头村等地，最后于大井镇治东南汇入鉴江。河长68千米，河床平均比降4.34‰，流域面积586平方千米。年均径流量5.2亿立方米。